# 東北冰川

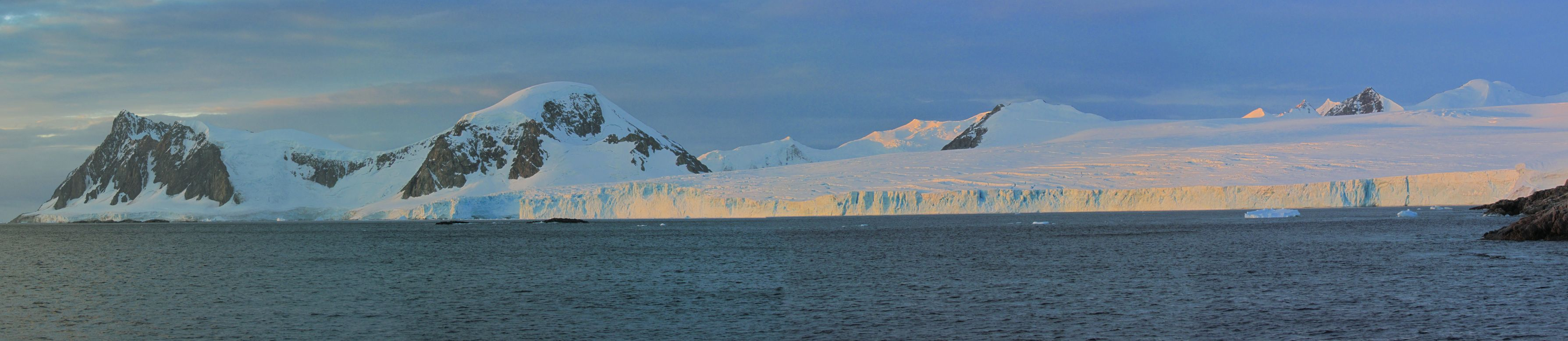

東北冰川（英語：Northeast Glacier）是南極洲的冰川，位於南極半島瑪格麗特灣以東，長21公里、寬8公里，最終在葛拉漢地西岸注入瑪格麗特灣，中游速度每年150米。
68°09′S 66°58′W / 68.150°S 66.967°W